# (22184) Rudolfveltman
(22184) Rudolfveltman est un astéroïde de la ceinture principale.

## Description
(22184) Rudolfveltman est un astéroïde de la ceinture principale. Il fut découvert le 22 décembre 2000 à la station Anderson Mesa par le programme LONEOS. Il présente une orbite caractérisée par un demi-grand axe de 2,26 UA, une excentricité de 0,18 et une inclinaison de 10,4° par rapport à l'écliptique.

## Compléments